# Ачербис, Паоло
Паоло Ачербис (итал. Paolo Acerbis; 5 мая 1981, Клузоне, Бергамо, Ломбардия) — итальянский футболист, вратарь «Тритиум».

## Клубная карьера
В начале карьеры Паоло Ачербис числился в «Альцано» — клубе Серии С.
С сезона 1999 по 2005 выступал за «Альбинолеффе». Первые три года был резервным голкипером, с 2002 года он стал первым номером команды.
После двух лет в Серии В в 2006 году попал в аренду к «Ливорно», которое выступало в том сезоне в Серии А. Дебют Ачербиса в Серии А состоялся 5 февраля 2006 года в матче «Ливорно» — «Мессина», завершившемся вничью 2:2.
Летом 2006 года вернулся в «Альбинолеффе», где благополучно сыграл 29 игр за сезон.
В сезоне 2007 года из-за разногласий с руководством прочно осел в резерве и в январе 2008 на правах аренды отправился в «Триестину».
12 июля 2008 года подписал трёхлетний контракт с «Гроссето», где он решительно поддержал своего бывшего тренера Элио Густинетти.
В январе 2009 по арендному обмену отправился в клуб Серии А «Катания», в обмен «Гроссето» получил Чиро Полито. В составе сицилийцев провёл одну игру против «Болоньи», закончившуюся поражением со счётом 1:3. Летом вернулся в «Гроссето».
В сезоне 2009/10 года уверенно чувствовал себя в «Гроссето» до тех пор, пока в начале февраля не получил травму и выбыл из игры на неопределенный срок.
31 августа 2010 года в последний день трансферного окна перешёл в «Виченцу».